# Peltodytes shermani
Peltodytes shermani is een keversoort uit de familie watertreders (Haliplidae). De wetenschappelijke naam van de soort is voor het eerst geldig gepubliceerd in 1913 door Roberts.